# Сан-Джорио-ди-Суза
Сан-Джорио-ди-Суза (итал. San Giorio di Susa) — коммуна в Италии, располагается в регионе Пьемонт, в провинции Турин.
Население составляет 949 человек (2008 г.), плотность населения составляет 50 чел./км². Занимает площадь 19 км². Почтовый индекс — 10050. Телефонный код — 0122.
Покровителем коммуны почитается святой Георгий Победоносец, празднование 23 апреля.

## Демография
Динамика населения:

## Администрация коммуны
- Официальный сайт: http://www.comune.sangioriodisusa.to.it/